# Harivaṃśa

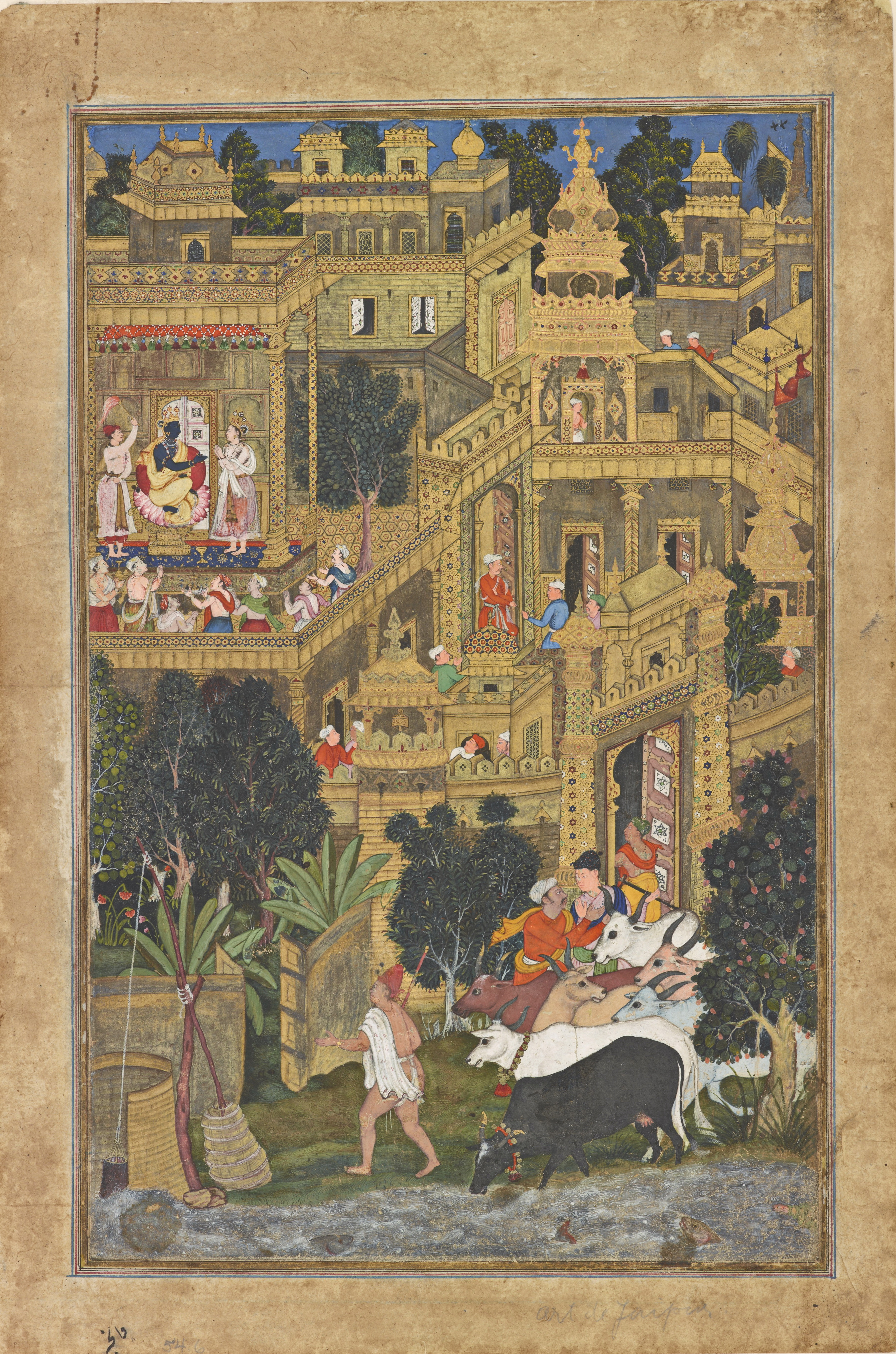
Kṛṣṇa nella città di Dvārakā, raffigurazione presente in un'edizione dello Harivaṃśa risalente al XVI secolo

Harivaṃśa (devanāgarī: हरिवंश; lett. "genealogia di Hari (quest'ultimo epiteto di Visnù/Kṛṣṇa)": da vaṃśa, "genealogia") è il titolo di un'importante opera della letteratura sanscrita composta da complessivi 16.374 śloka. 
L'opera, appendice o supplemento (khila) del Mahābhārata, contiene, tra l'altro, una genealogia di Kṛṣṇa e ne narra la nascita e l'infanzia, può perciò essere visto come l'antefatto del Mahābhārata nel quale invece si narra del dio Kṛṣṇa già adulto.

## Struttura dell'opera
Lo Harivaṃśa si compone di tre grandi parti distinte:
- Harivaṃśa-parvan ("Libro della genealogia di Hari")
- Viṣṇu-parvan ("Libro di Viṣṇu")
- Bhaviṣya-parvan ("Libro del futuro")